# Posse do papa Leão XIV

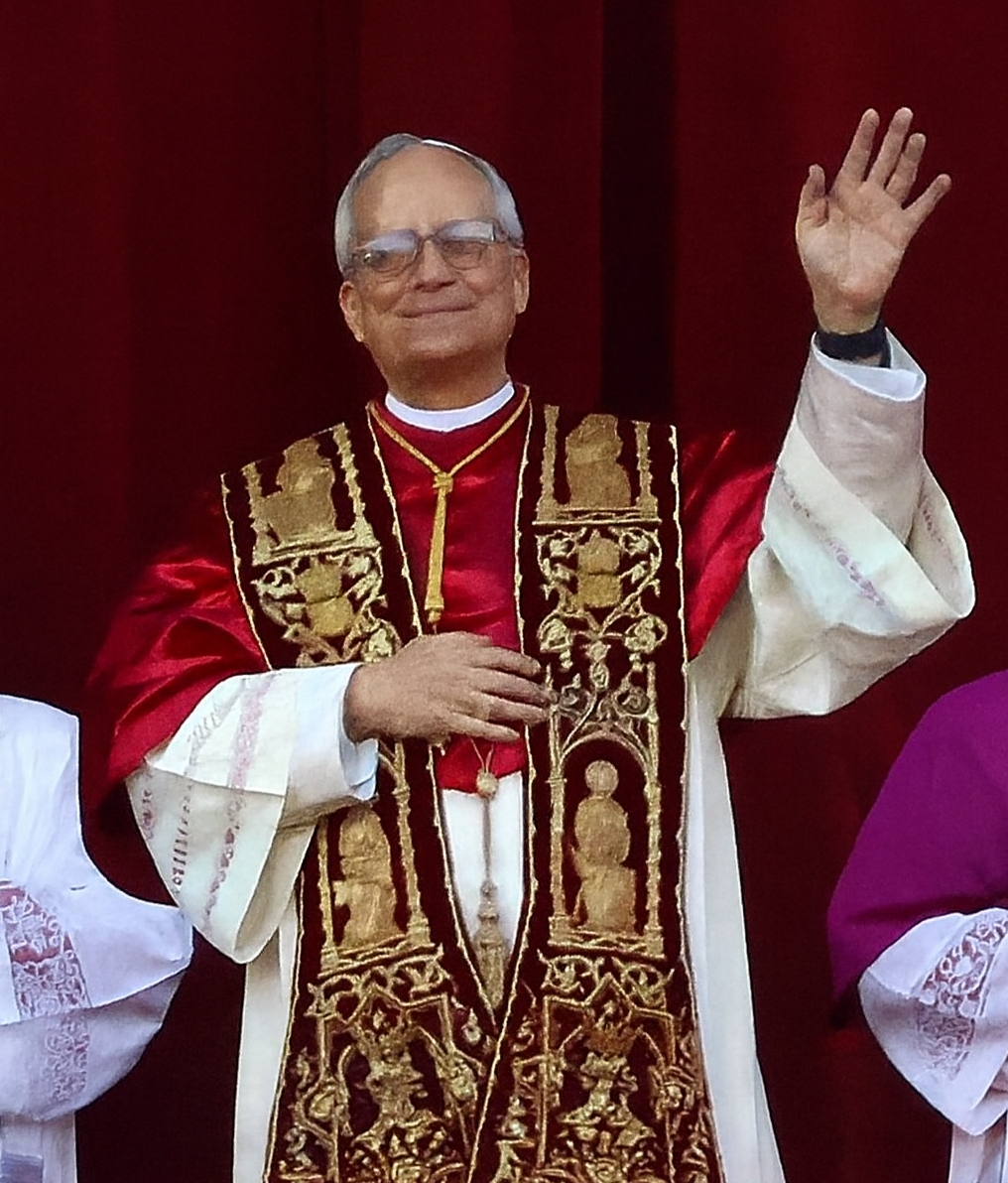
Papa Leão XIV em sua primeira aparição como Papa na Basílica de São Pedro, em 9 de maio de 2025

A posse, inauguração ou início de pontificado do Papa Leão XIV ocorreu em 18 de maio de 2025, quinto domingo da Páscoa, segundo o calendário litúrgico. Antes da Celebração, o Papa saudou os fiéis, percorrendo, em seu papamóvel, a Praça de São Pedro, no Vaticano, e a Via della Concilliazione. Às 10 horas (horário local) iniciou-se a cerimônia.
A posse papal é um serviço litúrgico da Igreja Católica dentro da missa celebrada no rito romano, mas com elementos do rito bizantino para a investidura eclesiástica de um papa. Desde a posse do Papa João Paulo I (1978), não é incluída a cerimônia de coroação papal, que ocorreu por 820 anos (1143–1963), mas caiu em desuso (e nunca foi oficialmente extinta) depois da coroação do Papa Paulo VI (1963–1978). É regido pelo "Ordo rituum pro ministerii petrini initio Romae episcopi" (Ordem dos ritos para o início do ministério petrino do Bispo de Roma).

## Liturgia inicial
A liturgia iniciou-se dentro da Basílica Vaticana, onde o Pontífice desceu ao sepulcro de São Pedro, junto com os Patriarcas das Igrejas Orientais e, ali, permaneceram, por alguns instantes, em oração, incensando o Pálio e o Anel do Pescador posteriormente.
Depois, dois diáconos tomaram o Pálio, o Anel do Pescador e o Livro dos Evangelhos e seguiram, em procissão ao local da celebração, cantando o Laudes Regiæ — canto das ladainhas. Neste momento, Leão XIV subiu e se juntou à procissão que se seguiu à parte externa, onde estava o altar da celebração, no átrio da Praça de São Pedro. Ao lado do altar foi colocada a efígie de Nossa Senhora do Bom Conselho, do Santuário mariano de Genazzano (Santuario Madre del Buon Consiglio).
O rito prosseguiu com bênção e aspersão de água benta, como a missa do domingo de Páscoa. Esta parte findou com o canto do "Glória", seguido da oração da Coleta.

## Liturgia da palavra
Iniciou com a Primeira leitura, em espanhol, da passagem dos Atos dos Apóstolos (capítulo 4, versículos 8 a 12). A seguir, foi proferido o Salmo responsorial (117 [118]), em italiano.
A Segunda leitura, também em espanhol, foi extraído da Primeira Epístola de Pedro (capítulo 5, versículos 1 a 5, 10 e 11) e, por fim, foi proferido parte do Evangelho segundo João (capítulo 21, versículo 15 a 19), proclamado em latim e grego.

## Imposição das insígnias
Após as leituras, três cardeais das três ordens (diáconos, presbíteros e bispos) e de diferentes continentes, aproximaram-se do Papa: o primeiro, colocou sobre ele o Pálio; o segundo, pediu, com uma oração especial, a presença e a assistência do Senhor ao Papa; e o terceiro, também pronunciou uma oração, invocando Cristo e lhe entregando o Anel do Pescador. Concluiu-se então, com a oração ao Espírito Santo e o Papa abençoando, com o Livro dos Evangelhos, a assembleia e, em coro, foi aclamado, em grego: "Ad multos annos!" (Por muitos anos!).

## Rito da obediência
Na sequência, doze representantes de todas as categorias da Igreja, de várias partes do mundo, prestaram ao Papa o rito simbólico de "obediência". Na sequência, foi proferida a homilia do Papa e o canto do "Credo", seguido da "Oração dos Fiéis" com cinco invocações: em português, francês, árabe, polonês e chinês.

## Liturgia eucarística
A seguir, o coro entoou o canto do ofertório "Tu es pastor ovium", sobre as ofertas do pão e do vinho. O Papa Leão XIV pronunciou a "Oração eucarística I" (ou "Cânon Romano"), com o rito da comunhão e, ao final, o Papa pediu a Deus, que confirme a Igreja na unidade e na caridade.

## Ritos de conclusão
Ao final, o Papa fez uma breve saudação e, cantou o hino "Regina caeli" e concedeu a bênção solene.